# اسکوربات سدیم
اسکوربات سدیم (به انگلیسی: Sodium ascorbate) یک ترکیب شیمیایی با شناسه پاب‌کم ۲۳۶۶۷۵۴۸ است.